# Elecciones provinciales del Chubut de 2011
Las elecciones se llevaron a cabo el 20 de marzo de 2011 en la provincia de Chubut para elegir un gobernador y un vicegobernador, 27 diputados provinciales, 27 intendentes y 3 concejales, junto con elecciones complementarias el domingo 29 de mayo. El resultado estableció que Martín Buzzi fuera elegido gobernador de la provincia con un 36,72% de los votos.
Martín Bussi fue el candidato del oficialismo local, ante la imposibilidad constitucional de Mario Das Neves de ir por un tercer mandato; se presentó como candidato del PJ ya que el gobernador se había distanciado del kirchnerismo e intentó lanzar su candidatura presidencial por el peronismo disidente. El Frente para la Victoria presentó a Carlos Eliceche, intentando trasladar la buena imagen que el kirchnerismo tenía en la Patagonia. La UCR fue en soledad y presentó a Aníbal Peralta, aunque venía cayendo su performance electoral luego de perder la gobernación en 2003.
Los resultados determinaron una diferencia mínima entre Buzzi y Eliceche, por lo que se produjeron denuncias de fraude y llevó a nuevas elecciones en ciertas mesas para el 29 de mayo, lo que llevó a que Das Neves abandone sus aspiraciones presidenciales. Finalmente se proclamó la victoria de Buzzi por 385 votos.

## Resultados

### Gobernador y vicegobernador
| Fórmula                   | Fórmula                      | Partido/Alianza       | Partido/Alianza                                     | 1º resultado                                        | Resultado final | Resultado final |
| Gobernador                | Vicegobernador               | Partido/Alianza       | Partido/Alianza                                     | 1º resultado                                        | Votos           | %               |
| ------------------------- | ---------------------------- | --------------------- | --------------------------------------------------- | --------------------------------------------------- | --------------- | --------------- |
| Martín Buzzi              | César Gustavo Mac Karthy     |                       | Partido Justicialista Modelo Chubut                 | 98.751                                              | 99.369          | 40,43           |
| Carlos Tomás Eliceche     | Javier Hugo Alberto Touriñán |                       | Frente para la Victoria                             | 98.350                                              | 98.984          | 40,28           |
| Aníbal Pedro Peralta      | Raúl Osvaldo Barneche        |                       | Unión Cívica Radical                                | Unión Cívica Radical                                | 31.188          | 12,69           |
| Héctor Rubén Lucio        | Hilda Magdalena Fredes       |                       | Movimiento Socialista de los Trabajadores           | Movimiento Socialista de los Trabajadores           | 4.476           | 1,82            |
| Fernando Francisco Urbano | Eduardo Alfredo González     |                       | Coalición Cívica ARI                                | Coalición Cívica ARI                                | 4.340           | 1,77            |
| Sixto Osvaldo Bermejo     | Roque González (h)           |                       | Partido Acción Chubutense                           | Partido Acción Chubutense                           | 2.971           | 1,21            |
| Celmira Antonia Martínez  | Ezequiel Agüero              |                       | Movimiento Independiente de Jubilados y Desocupados | Movimiento Independiente de Jubilados y Desocupados | 2.429           | 0,99            |
| Carlos Alberto Logiúdice  | Marino Miguel Muñoz          |                       | Partido Independiente del Chubut                    | Partido Independiente del Chubut                    | 2.010           | 0,82            |
| Votos positivos           | Votos positivos              | Votos positivos       | Votos positivos                                     | Votos positivos                                     | 245.767         | 90,80           |
| Votos en blanco           | Votos en blanco              | Votos en blanco       | Votos en blanco                                     | Votos en blanco                                     | 20.910          | 7,73            |
| Votos nulos               | Votos nulos                  | Votos nulos           | Votos nulos                                         | Votos nulos                                         | 3.998           | 1,48            |
| Participación             | Participación                | Participación         | Participación                                       | Participación                                       | 270.675         | 76,85           |
| Electores registrados     | Electores registrados        | Electores registrados | Electores registrados                               | Electores registrados                               | 352.212         | 100             |
| Fuente:                   |                              |                       |                                                     |                                                     |                 |                 |

### Legislatura
| Partido/Alianza       | Partido/Alianza                                     | Votos   | %     | Bancas | Candidatos |
| --------------------- | --------------------------------------------------- | ------- | ----- | ------ | --- |
|                       | Frente para la Victoria                             | 92.862  | 38,61 | 16/27  | Ver candidatos: 1. Argentina Noemí Martínez 2. Elva Noemí Willhuber 3. Félix Ernesto Sotomayor 4. Gustavo Adolfo Reyes 5. José Luis Quintana 6. Anselmo del Carmen Montes Segovia 7. María José Llanes 8. Vicente Jara 9. Oscar Carlos Petersen 10. Héctor Claudio Trotta 11. Clara Mónica Gallego 12. Adolfo Mariñanco 13. Exequiel Villagra 14. Eduardo Nelson Daniel 15. Alejandra Marlene Denice Johnson Táccari 16. Javier Eliseo Cisneros         |
|                       | Partido Justicialista Modelo Chubut                 | 92.015  | 38,25 | 9/27   | Ver candidatos: 1. Raquel Anahí di Perna 2. Haydeé Mirtha Romero 3. Roddy Ernesto Ingram 4. Miryhan Beatriz Crespo 5. José Antonio Karamarko 6. Gustavo Javier Muñiz 7. Carlos Gómez 8. Jerónimo Juan Jesús García 9. Ana María Barroso 10. Carlos Hugo Mantegna 11. Cristian Gabriel Matellicani 12. Nélida Beatriz Burgueño 13. Enrique Javier Norberto Maraboli 14. Sebastián Daroca 15. Leticia Bibiana Huichaqueo 16. Carlos Ernesto Martínez      |
|                       | Unión Cívica Radical                                | 30.241  | 12,57 | 2/27   | Ver candidatos: 1. José Luis Lizurume 2. Roberto Carlos A. Risso 3. Ana Carina Monge 4. Carlos Alberto Lorenzo 5. Carlos Gabriel Díaz 6. Marta Ethel Raso 7. Nélido José Chingoleo 8. Hermán Alberto Torres 9. Liliana Alicia Llamazares 10. Hugo Rubén Cancino 11. Horacio Alfredo Rabal 12. Myrian E. González 13. Miguel Ángel Mansilla 14. Luis Omar Córdoba 15. Haydee Rosales 16. Atuel Williams                                                  |
|                       | Proyección Vecinal de Chubut                        | 7.454   | 3,10  | 0/27   | Ver candidatos: 1. Raquel Marisol Codina 2. Néstor Raúl García 3. Néstor Rubén Becerra 4. Jorge Horacio Vecchio 5. Juan Esteban Colihueque 6. Ana María Bonaguro 7. Patricia Alejandra Campillay 8. María Valeria Sinigoj 9. Mariano Héctor Ruiz 10. José Oscar Silva 11. Sebastián Mariano Romero 12. María Alejandra Tracaman 13. Paola Carolina Penna 14. Juan José Riveros 15. Felipe Carlos González 16. Pablo Andrés Labandibar                   |
|                       | Movimiento Socialista de los Trabajadores           | 5.050   | 2,10  | 0/27   | Ver candidatos: 1. Lucía Sandobal 2. José Luis Ronconi 3. Luis Sebastián Sayago 4. Ana María Del Moro 5. Cristian Oscar Maximiliano Masquijo 6. Luis Ricardo Sandoval 7. Melina García 8. Daniel Eduardo Matyas 9. Carlos Enrique Llaryora 10. Elena Beatriz Milos 11. Sebastián Debenedetti 12. Mercedes del Carmen Schumacher 13. Esther Noemí Imaz 14. Marcelo Daniel Alessio 15. Gustavo Darío Calderón 16. Sandra Carol Riquelme                   |
|                       | Coalición Cívica ARI                                | 4.707   | 1,96  | 0/27   | Ver candidatos: 1. Fernando Francisco Urbano 2. Gustavo Edgardo Martínez 3. Silvia Margot Barnes 4. Alfredo Álvarez 5. Hugo Gerardo Moreno 6. Graciela Irigoyen 7. Sergio Omar Barbot 8. Pablo Leandro Acquaviva 9. Mirta Liliana Báez 10. Jorge Hipólito Villivar 11. Raúl Ángel Paura 12. Mariana Alicia Rita Cañete 13. Adriana Rogers 14. Fernando Javier Feld 15. Azucena Segundo 16. Jorge Mella                                                  |
|                       | Partido Acción Chubutense                           | 3.336   | 1,39  | 0/27   | Ver candidatos: 1. Sixto Osvaldo Bermejo 2. Mario Antonio Lastra 3. Eva Iris del Valle Morales 4. Ricardo Barrio 5. Luis Omar Pavez 6. Marta Magdalena Carrizo 7. Luis Emilio Tobares Riveros 8. Eloy Ramón Braese 9. Stella Maris Castillo 10. Carlos Néstor Miñoz 11. Maximiliano Raúl Vicenty 12. Ana Elizabeth Toscano 13. Omar Héctor Bizzi 14. Sebastián Gonzalo Bramajo 15. María Luisa Pissano 16. Carlos Ramón Malvarez                        |
|                       | Partido Independiente del Chubut                    | 2.482   | 1,03  | 0/27   | Ver candidatos: 1. Federico Norberto Massoni 2. Marcelo Gustavo Miguens 3. Petronila Elizabeth Márquez 4. Nicolás Oviedo del Valle 5. Patricia Raquel Reyes 6. Jorge Toro 7. Carlos Raúl Michia 8. Luis Ricardo Esposito 9. Gladis Margarita Fredes 10. José Manuel Catenacci 11. Elina Mariela Moraga 12. Gustavo Omar Rayleff 13. Andrea Érica Lusvarghi 14. Pedro Gabriel Ochoa 15. Mirta Noemí Peña 16. Jorge Tilleria                              |
|                       | Movimiento Independiente de Jubilados y Desocupados | 2.392   | 0,99  | 0/27   | Ver candidatos: 1. Camila Sepúlveda 2. Patricia Azucena Bravo 3. Rolando Fernández 4. María Del Carmen Epulef 5. Lorena Soledad Fernández 6. Dardo Luis Fernández 7. Lorena Mabel Zorro 8. Jonatan Rolando Fernández 9. Néstor Jonatan Fernández 10. Verónica Alejandra Sepulveda 11. Elvio Ricardo Mesa 12. Gabriela Silvana Larrabaster 13. Daniel Esteban Abraham Masmitja 14. Miriam Soledad Navarro 15. Erika Belén Gómez 16. Dora del Carmen Ríos |
| Votos positivos       | Votos positivos                                     | 240.539 | 88,87 |        | |
| Votos en blanco       | Votos en blanco                                     | 26.120  | 9,65  |        | |
| Votos nulos           | Votos nulos                                         | 4.016   | 1,48  |        | |
| Participación         | Participación                                       | 270.675 | 76,85 |        | |
| Electores registrados | Electores registrados                               | 352.212 | 100   |        | |
| Fuentes:              |                                                     |         |       |        | |